# The Bear (ópera)
The Bear: An Extravaganza in One Act (título original en inglés; en español, El oso: una extravagancia en un acto) es una ópera en un acto con música de William Walton y libreto en inglés de Paul Dehn, basada en la obra El oso, de Antón Chéjov. Compuesta por encargo de Serguéi Kusevitski y dedicada a su memoria, la ópera se estrenó el 3 de junio de 1967 en el Jubilee Hall de Aldeburgh. 
Es una ópera poco representada en la actualidad; en las estadísticas de Operabase aparece con sólo cinco representaciones en el período 2005-2010, siendo sin embargo la más representada de Walton. Su estreno en España tuvo lugar el 11 de agosto de 2022 en Treceño (Cantabria), dentro de la programación de las Noches Líricas del Palacio de Hualle (Cantabria) en el marco del Festival Internacional de Santander.  

## Personajes
- Elena Ivanovna Popova, una viuda (mezzosoprano)
- Grigori Stepanovich Smirnov, un terrateniente (barítono)
- Luka, criado de Popova (bajo)
- Dos hombres (papeles hablados)

## Argumento
La acción se desarrolla en 1888 en la casa de campo de Elena Popova.